# Wydad Serghini
Wydad Athletic Serghini (arab. ‏وداد قلعة السراغنة‎) – marokański klub piłkarski z siedzibą w El Kelaâ des Sraghna. W sezonie 2020/2021 klub gra w GNFA 1 (3 liga).

## Opis
Zespół został założony w 1953 roku. Klub w sezonie 2020/2021 doszedł do 1/16 finału pucharu kraju, przegrywając po karnych z Rają Beni Mellal 5–6.